# V337 Carinae
V337 Carinae (V337 Car / q Carinae) es una estrella situada en la constelación de Carina.
Tiene magnitud aparente +3,38 y, de acuerdo a la nueva reducción de los datos de paralaje de Hipparcos (4,96 ± 0,09 milisegundos de arco), se encuentra a 658 años luz del sistema solar.
Es miembro del Grupo de movimiento de IC 2391 —conjunto de estrellas que comparte el mismo movimiento a través del espacio—, al que también pertenecen, entre otras, Tabit (π3 Orionis) y 94 Ceti.
V337 Carinae es una gigante luminosa de color anaranjado no muy diferente de Tarazed (γ Aquilae).
De tipo espectral  K3IIa, tiene una temperatura efectiva de 4300 K.
Su diámetro angular, una vez corregido por el oscurecimiento de limbo, es de 5,23 ± 0,06 milisegundos de arco; este valor, junto a la distancia a la que se encuentra, permite concluir que su diámetro real es 113 veces más grande que el del Sol.
Su velocidad de rotación es de, al menos, 5,5 km/s.
V337 Carinae presenta una metalicidad notablemente alta, 3,4 veces superior a la solar ([Fe/H] = +0,54).
Tiene una abundancia relativa de litio —elemento clave en el estudio de la evolución estelar— A(Li) = 1,0, corroborando que las gigantes luminosas con elevados contenidos de litio son «rotores» rápidos.
Su masa estimada es de 6,9 ± 0,6 masas solares y posee una edad de 45,5 ± 12,4 millones de años.
V337 Carinae es una variable irregular de tipo LC cuyo brillo varía entre magnitud +3,36 y +3,44.